# Berg (Alta Baviera)
Berg è un comune tedesco di 8 119 abitanti, situato nel land della Baviera. 

## Storia
Qui sono morti Luigi II di Baviera il 12 giugno 1886, lo scrittore Friedrich Wilhelm Hackländer nel 1877 e Dietrich Fischer-Dieskau il 18 maggio 2012.